# 中堃窯業女子排球隊
中堃窯業女子排球隊為前企業排球聯賽女子組隊伍之一，以台北市立大學女子排球隊為班底，於企業11年（民國104年）加入企業聯賽，同時也是國內唯一同時擁有男、女排球隊的非國營企業。

## 現時陣容（企業12年）[3]
- 領隊：邱俊旭
- 執行教練：鄧衍敏
- 教練：李家維
- 管理：馬郁晴
- 球員：

## 過往陣容

### 企業11年
- 領隊：邱俊旭
- 執行教練：鄧衍敏
- 教練：李家維
- 管理：鄭榮文
- 球員：

| 上半季 | 下半季 |
| 3.蕭湘凌（隊長） 5.郭覲儀 6.魏璽格 7.李婉蓉 8.畢雯媛 9.張綵穎 12.王培真 14.柯栥薰 15.吳秀玲 16.王靖婷 17.許惠鈞 18.吳靜婷 | 3.蕭湘凌（隊長） 1.丁柔安 2.鄧靜璟 6.魏璽格 7.李婉蓉 8.畢雯媛 9.張綵穎 12.王培真 14.柯栥薰 15.吳秀玲 16.王靖婷 17.許惠鈞 |